# Фінал кубка Англії з футболу 1932
Фінал кубка Англії з футболу 1932 — 57-й фінал найстарішого футбольного кубка у світі. Учасниками фіналу були «Ньюкасл Юнайтед» і «Арсенал». Володарем кубкового трофею став «Ньюкасл Юнайтед».

## Шлях до фіналу
| «Ньюкасл Юнайтед» | «Ньюкасл Юнайтед» | «Ньюкасл Юнайтед»                       | Раунд           | «Арсенал»          | «Арсенал» | «Арсенал»                |
| ----------------- | ----------------- | --------------------------------------- | --------------- | ------------------ | --------- | ------------------------ |
| Суперник          | Результат         | Матчі                                   |                 | Суперник           | Результат | Матчі                    |
| «Блекпул»         | 3—1               | 1—1 на виїзді, 2—0 вдома (перегравання) | Третій раунд    | «Дарвен»           | 11—1      | 11—1 вдома               |
| «Саутпорт»        | 9—0               | 9—0 вдома                               | Четвертий раунд | «Плімут Аргайл»    | 4—2       | 4—2 вдома                |
| «Лестер Сіті»     | 3—1               | 3—1 вдома                               | П'ятий раунд    | «Портсмут»         | 2—0       | 2—0 на виїзді            |
| «Вотфорд»         | 5—0               | 5—0 вдома                               | Шостий раунд    | «Гаддерсфілд Таун» | 1—0       | 1—0 на виїзді            |
| «Челсі»           | 2—1               | 2—1 на нейтральному полі                | 1/2 фіналу      | «Манчестер Сіті»   | 1—0       | 1—0 на нейтральному полі |

## Матч
| 23 квітня 1932 |

| Ньюкасл Юнайтед | 2:1      | Арсенал  |
| --------------- | -------- | -------- |
| Аллен 38', 72'  | Протокол | Джон 15' |

| Вемблі, Лондон Глядачів: 92 298 Арбітр: В.П. Гарпер |

|  |  |

|                  |  |                    |  |
|                  |  |                    |  |
| В                |  | Альберт Макінрой   |  |
| З                |  | Дейвід Фергерст    |  |
| З                |  | Джиммі Нельсон (к) |  |
| ПЗ               |  | Сем Вівер          |  |
| ПЗ               |  | Дейв Девідсон      |  |
| ПЗ               |  | Родді Маккензі     |  |
| Н                |  | Томмі Ленг         |  |
| Н                |  | Гаррі Макменемі    |  |
| Н                |  | Джек Аллен         |  |
| Н                |  | Джиммі Річардсон   |  |
| Н                |  | Джиммі Бойд        |  |
| Головний тренер: |  |                    |  |
| Енді Каннінгем   |  |                    |  |

|                  |  |                |  |
|                  |  |                |  |
| В                |  | Френк Мосс     |  |
| З                |  | Едді Гепгуд    |  |
| З                |  | Том Паркер (к) |  |
| ПЗ               |  | Джордж Мейл    |  |
| ПЗ               |  | Гербі Робертс  |  |
| ПЗ               |  | Чарлі Джонс    |  |
| Н                |  | Боб Джон       |  |
| Н                |  | Кліфф Бастін   |  |
| Н                |  | Джек Ламберт   |  |
| Н                |  | Девід Джек     |  |
| Н                |  | Джо Гулм       |  |
| Головний тренер: |  |                |  |
| Герберт Чепмен   |  |                |  |